# Sűrű csillag ritkán ragyog az égen
A Sűrű csillag ritkán ragyog az égen ismeretlen szerzőjű, folklorizálódott magyar népies dal.
Feldolgozás:
| Szerző        | Mire                         | Mű                                |
| ------------- | ---------------------------- | --------------------------------- |
| Ludvig József | ének, zongora, gitárakkordok | A csitári hegyek alatt, 12. oldal |

## Kotta és dallam
Sűrű csillag ritkán ragyog az égen.

Az én rószám szénát kaszál a réten.

Olyan szépen penge penge pengeti a kaszáját,

odavárja az ő kedves babáját.

## Felvételek
- Sűrű csillag ritkán ragyog az égen. Csík János  YouTube (2015. február 23.)  (Hozzáférés: 2016. október 27.) (audió)
- Sűrű csillag ritkán ragyog az égen. Kiss Károly ének, Bobe Gáspár és zenekara  YouTube (1974. március 31.)  (Hozzáférés: 2016. október 27.) (audió)